# Station Smolno Wielkie
Station Smolno Wielkie is een spoorwegstation in de Poolse plaats Smolno Wielkie.